# Панютино (Запорожская область)
Панютино (укр. Панютине) — село, Омельникский сельский совет, Ореховский район, Запорожская область, Украина.
Код КОАТУУ — 2323987502. Население по данным 1988 года составляло 50 человек.
Село ликвидировано в 2007 году.
Село Панютино находилось на левом берегу реки Верхняя Терса, выше по течению на расстоянии в 1 км расположено село Широкое.